# Лівицька-Холодна Наталя Андріївна
Ліви́цька-Холо́дна Ната́ля Андрі́ївна  (15 червня 1902, Гельмязів — 28 квітня 2005, Торонто, Канада) — українська письменниця, поетеса, перекладачка.

## Біографія
Народилася 15 червня 1902 р. на хуторі Гельмязів Золотоніського району на Черкащині. Навчалася у Золотоніській та інших гімназіях України. Після національно-визвольних змагань 1917–1922 рр. опиняється в еміграції, зокрема, в Чехословаччині. Середню освіту здобула в Подєбрадах — закінчила матуральні курси 1923 р. Цього ж року вступає в празький Карлів університет.
Досить швидко зближується з іншими поетами празької школи, зокрема з Дараганом, Маланюком. У 1927 р. переїздить до Варшави, студіює філологію при Варшавському університеті. Була однією з організаторів літературної групи «Танк». Друкувалась в альманасі «Сонцецвіт».
Після Другої світової війни мешкала в західнонімецьких містах Оффербах, Майнцкастель та Етлінген. 1950 р. переїздить до США і проживає в Йонкерсі поблизу Нью-Йорка. Була членом управи Союзу українок Америки. Померла в 2005 р. у Канаді.
Її перу належать поетичні збірки «Вогонь і попіл» (1934), «Сім літер» (1937) та біографічна проза про Шевченка «Шлях велетня» (1955).
У Лівицьку-Холодну був закоханий Євген Маланюк, який присвятив їй декілька поезій.

## Особливості поезії
У антології сучасної української поезії «Координати» (упорядкування Б. Бойчука, Б. Рубчака, 1969) підкреслено, що особиста лірика Лівицької-Холодної позначається сильними тематичними впливами французького символізму, з домішками пізнішого декадансу.
Крім того, помітні відсвіти поезії Анни Ахматової. Названа Євгеном Маланюком українською Ахматовою, Н. Лівицька-Холодна, звичайно ж, не є українським відповідником російської поетеси, а в поясненні М. Слабошпицького – суголосним мотивом, у якому раптово «накладаються» одна на одну життєві ситуації і реакції на них ліричних героїнь, в якій жіноча вразливість поєднується із силою протистояння, зі здатністю все перемогти і все зрозуміти і серцем, і розумом .
Пристрасть у її інтимній ліриці таємнича, приваблива аж до самозгуби. Кохання майже завжди заборонене, приховане; дуже часто жорстоке й буремне. Лірична героїня зваблює сильних чоловіків гіпнотичною силою «фам фаталь». Разом з тим, поетеса часом говорить про спокій, серйозність і тривалість у коханні. У техніці Лівицької-Холодної панує вишукана гармонія, стрункість і легкість. 
У поезії Н. Лівицької-Холодної, як це властиво українській поетичній свідомості, переважають зорові, візуально-континуальні образи. Любов і поезія – саме цими словами можна якнайточніше позначити життя і творчість Н. Лівицької-Холодної. Ії поезія завжди народжувалася із щирості й любові, а любов завжди була поезією.
Наталія Лівицька-Холодна — поетеса камерного амплуа в найкращому розумінні цього слова. Музика її поезії заслуговує на увагу.

## Видання

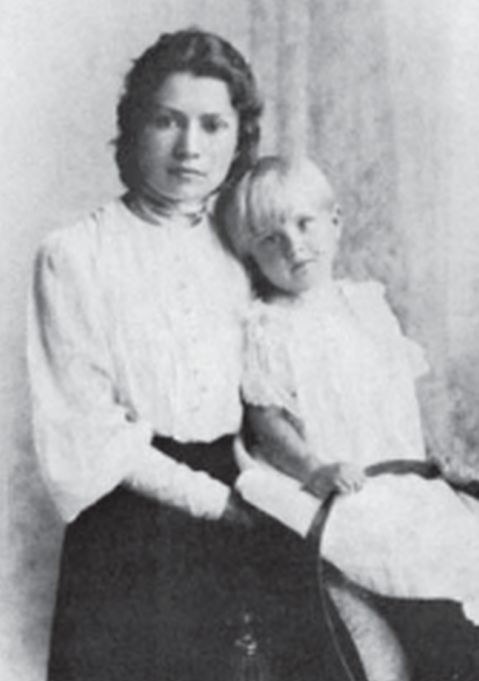
Разом з мамою Марією Лівицькою

Наталя Андріївна Лівицька-Холодна автор збірок «Вогонь і попіл» (1934), «Сім літер» (1937), «Поезії, старі і нові» (1985), біографічної повісті «Шлях велетня» (1955); оповідань для молоді «Синя квітка», «Я бачив Симона Петлюру», «Розповідь про Крути» (1956). Перекладала твори Ш. Бодлера, П. Валері, Піранделло.
- Лівицька-Холодна Н. Поезії старі і нові. — Нью-Йорк: Видання Союзу українок Америки, 1986. — 238 с.
- Лівицька-Холодна Н. Вогонь і попіл. — Варшава: Варяг, 1934. — 67 с.
- Лівицька-Холодна Н. Сім літер. — Варшава: Варяг, 1937. — 66 с.
- Лівицька-Холодна Н. Шлях велетня: Ілюстрована біографічна розповідь про Тараса Шевченка. — Нью-Йорк: Вид-во М. Борецького, 1955. — 144 с.
- Празька поетична школа. Антологія / Упоряд. текстів та передм. О. Г. Астаф'єва, А. О. Дністрового. — Харків: Веста, Ранок, 2004. — 256 с.

## Сім'я

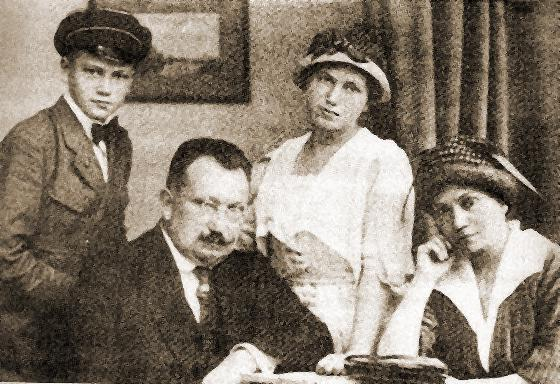
Наталя Ліви́цька з родиною. Варшава. 1920

- Батько - Лівицький Андрій Миколайович
- Мати - Лівицька Марія Варфоломіївна
- Брат - Лівицький Микола Андрійович
- Чоловік - Холодний Петро Петрович
- Донька - Холодна-Харина Леоніда Петрівна (1925) (в сім'ї скорочено — Іда)
- Зять - о. Михайло Харина, священник Українського Католицького Собору Покрови Пресвятої Богородиці в Торонто[3]
- Трої онуків. Один з них Харина Андрій Михайлович, художник

## Аудіозаписи творів
- Наталя Лівицька-Холодна. Поезії з циклу "Червоне й чорне" (збірка "Вогонь і попіл", 1934 р.). Українська еротична поезія: https://www.youtube.com/watch?v=rDobtFEHJsI
- Наталя Лівицька-Холодна. "Молитва": https://www.youtube.com/watch?v=oQRfnvu0jkM